# Jordan Reed
(en) Statistiques sur pro-football-reference
Jordan Reed, né le 3 juillet 1990 à New London, Connecticut, est un joueur américain de football américain évoluant au poste de tight end.

## Carrière professionnelle

### Redskins de Washington
Jordan Reed est sélectionné au troisième tour de la draft 2013 de la NFL par les Redskins de Washington. Le 15 septembre 2013, Reed inscrit son premier touchdown en carrière NFL contre les Packers de Green Bay. Le 20 octobre, il bat le record de la franchise de yards à la réception pour un débutant au poste de tight end avec 134 yards en 9 réceptions. Le 11 novembre, il sort du match pour une commotion cérébrale, et manque quatre rencontres consécutivement à cause de cette blessure. Reed est néanmoins sélectionné dans la meilleure équipe de débutants de la saison.
Le 7 septembre 2014, Jordan Reed se blesse à la cuisse contre les Texans de Houston. Il doit manquer quatre rencontres[réf. souhaitée]. Il se blesse à nouveau contre les Buccaneers de Tampa Bay, de nouveau à la cuisse. De retour de blessure, le 30 novembre, Reed attrape 9 passes pour un total de 123 yards contre les Colts d'Indianapolis, réalisant son deuxième match à plus de 100 yards en carrière.
La saison 2015 voit Jordan Reed se révéler aux yeux de la ligue. Il multiplie les touchdowns avec un contre les Dolphins de Miami, deux contre les Buccaneers de Tampa Bay, deux à nouveau contre les Saints de la Nouvelle-Orléans, un contre les Bears de Chicago et encore deux touchdowns contre les Bills de Buffalo. Le 26 décembre 2015, Reed conclut une saison pleine avec deux touchdowns et 129 yards contre les Eagles de Philadelphie et contribue au succès des Redskins en NFC Est. Qualifié pour les matchs éliminatoires pour la première fois de sa carrière, Reed ne rate pas sa première et totalise 120 yards et un touchdown contre les Packers de Green Bay. Il termine la saison au 77e rang des meilleurs joueurs de la ligue selon le classement de la NFL.
Le 5 mai 2016, Jordan Reed signe une extension de cinq ans en paraphant un contrat de 50 millions de dollars dont 22 millions de dollars garantis. Il poursuit sur sa lancée lors de la saison 2016, devenant le tight end à atteindre la barre des 200 réceptions en carrière le plus rapidement. Reed est victime d'une nouvelle commotion cérébrale et doit manquer deux rencontres. Il marque deux touchdowns contre les Cowboys de Dallas. Le 20 décembre 2016, il est expulsé lors d'une rencontre diffusée nationalement après avoir frappé Kurt Coleman, le safety des Panthers de la Caroline. À la fin de la saison, il est nommé au Pro Bowl 2017.
Le 20 février 2020, les Redskins annoncent qu'ils libèrent Reed.